# Flagi powiatów w województwie lubuskim
Flagi powiatów w województwie lubuskim – lista symboli powiatowych w postaci flagi, obowiązujących w województwie lubuskim.

Flaga województwa lubuskiego

Zgodnie z definicją, flaga to płat tkaniny określonego kształtu, barwy i znaczenia, przymocowywany do drzewca lub masztu. Może on również zawierać herb lub godło danej jednostki administracyjnej. W Polsce jednostki terytorialne (rady gmin, miast i powiatów) mogą ustanawiać flagi zgodnie z „Ustawą z dnia 21 grudnia 1978 o odznakach i mundurach”. W pierwotnej wersji pozwalała ona jednostkom terytorialnym jedynie na ustanawianie herbów. Dopiero „Ustawa z dnia 29 grudnia 1998 o zmianie niektórych ustaw w związku z wdrożeniem reformy ustrojowej państwa” oficjalnie potwierdziła prawo województw, powiatów i gmin do ustanawiania tego symbolu jednostki terytorialnej. Z tej zmiany skorzystały powiaty, przywrócone w 1999.
Od 2010 w województwie lubuskim swoją flagę ma wszystkie 12 powiatów oraz 2 miasta na prawach powiatu. Symbol ten, w 2000, ustanowiło samo województwo.

## Lista obowiązujących flag powiatowych

### Miasta na prawach powiatu
| Powiat                     | Wzór | Opis |
| -------------------------- | ---- | --- |
| Miasto Gorzów Wielkopolski |      | Flaga miasta została ustanowiona 6 maja 1901, ponownie 29 grudnia 1994. Jest to prostokątny płat tkaniny o proporcjach 6:11, podzielony na trzy równe poziome pasy: zielony, biały i czerwony. W jego centralnej części może znajdować się herb miasta. |
| Miasto Zielona Góra        |      | Flaga miasta została ustanowiona 16 września 1965. Jest to prostokątny płat tkaniny o proporcjach 5:8, podzielony na dwie części w stosunku 1:2 – lewą, żółtą i prawą, podzieloną na dwa równe poziome pasy: biały i zielony.                           |

### Powiaty
| Powiat                        | Wzór | Opis |
| ----------------------------- | ---- | --- |
| Powiat gorzowski              |      | Pierwsza wersja flagi gminy została ustanowiona uchwałą nr 93/XII/2000 z 16 lutego 2000, obecna wersja, autorstwa Kamila Wójcikowskiego i Roberta Fidury, została ustanowiona uchwałą nr 92/XV/2016 z 29 czerwca 2016. Jest to prostokątny płat tkaniny o proporcjach 5:8 koloru czerwonego, w którego centralnej części umieszczono godło z herbu powiatu.                                 |
| Powiat krośnieński            |      | Flaga powiatu została ustanowiona uchwałą nr XVIII/91/2000 z 27 września 2000. Jest to prostokątny płat tkaniny o proporcjach 1:2, podzielony na trzy równe poziome pasy: błękitny, biały i zielony. |
| Powiat międzyrzecki           |      | Flaga powiatu została ustanowiona uchwałą nr XLIX/324/10 z 28 września 2010. Jest to prostokątny płat tkaniny o proporcjach 5:8 koloru czerwonego, przedzielony dwoma białymi liniami falistymi, umieszczonymi w odległości 1/8 od krańca flagi. Z lewej strony umieszczono godło z herbu powiatu.                                                                                          |
| Powiat nowosolski             |      | Flaga powiatu została ustanowiona uchwałą nr XXXIV/211/2002 z 20 lutego 2002. Jest to prostokątny płat tkaniny o proporcjach 3:5, podzielony na cztery pionowe pasy: żółty, czarny, biały i błękitny w stosunku 2:1:1:2. W jego centralnej części może znajdować się herb powiatu. |
| Powiat słubicki               |      | Pierwsza wersja flagi powiatu została ustanowiona uchwałą nr XVII/63/2000 z 30 maja 2000, obecna wersja, autorstwa Alfreda Znamierowskiego, została ustanowiona uchwałą nr XLVI/222/17 z 28 grudnia 2017. Jest to prostokątny płat tkaniny, podzielony na trzy poziome pasy: czerwony, biały i błękitny w stosunku 3:1:1. W centralnej części górnego pasa może znajdować się herb powiatu. |
| Powiat strzelecko-drezdenecki |      | Flaga powiatu, autorstwa Tadeusza Federa, została ustanowiona 20 grudnia 1999. Jest to prostokątny płat tkaniny o proporcjach 5:8, podzielony na trzy równe poziome pasy: czerwony, błękitny i biały. |
| Powiat sulęciński             |      | Flaga powiatu została ustanowiona uchwałą nr XIV/90/03 z 17 grudnia 2003. Jest to prostokątny płat tkaniny o proporcjach 5:8, podzielony w krzyż na cztery części: dwie czarne i dwie żółte (kanton jest czarny). Na polach mogą znajdować się symbole z herbu powiatu |
| Powiat świebodziński          |      | Flaga powiatu została ustanowiona uchwałą nr VII/35/99 z 15 lipca 1999. Jest to prostokątny płat tkaniny o proporcjach 5:8, podzielony w krzyż na cztery części: dwie żółte i dwie czerwone (kanton jest żółty). |
| Powiat wschowski              |      | Flaga powiatu została ustanowiona uchwałą nr XVII/85/2004 z 25 lutego 2004. Jest to prostokątny płat tkaniny o proporcjach 5:8, podzielony na cztery równe pionowe pasy: biały, błękitny, żółty i czarny. W jego centralnej części może znajdować się herb powiatu. |
| Powiat zielonogórski          |      | Flaga powiatu została ustanowiona uchwałą nr XIII/112/2000 z 29 czerwca 2000. Jest to prostokątny płat tkaniny o proporcjach 5:8 koloru żółtego, przedzielony trzema równoległymi skośnymi pasami: dwoma niebieskimi i zielonym. |
| Powiat żagański               |      | Flaga powiatu została ustanowiona uchwałą nr IX/3/2003 z 30 czerwca 2003. Jest to prostokątny płat tkaniny o proporcjach 5:8, podzielony na trzy poziome pasy: srebrny, czerwony i złoty w stosunku 1:6:1. W jego centralnej części może znajdować się herb powiatu. |
| Powiat żarski                 |      | Flaga powiatu to prostokątny płat tkaniny o proporcjach 5:8 koloru żółtego, przedzielony w prawy skos biało-czerwonym pasem. W jego centralnej części może znajdować się herb powiatu. |